# Crematogaster victima
Crematogaster victima is een mierensoort uit de onderfamilie van de Myrmicinae. De wetenschappelijke naam van de soort is voor het eerst geldig gepubliceerd in 1858 door Smith, F..